# Briest (Havelsee)
Briest [bʀiːst] ist ein Ortsteil der Stadt Havelsee  im Landkreis Potsdam-Mittelmark im Land Brandenburg und ist Teil des Amtes Beetzsee. 2002 schloss sich Briest freiwillig mit der Stadt Pritzerbe und den Gemeinden Fohrde und Hohenferchesar zur Stadt Havelsee zusammen, zu welcher 2008 noch das Dorf Marzahne wechselte. Briest liegt im Süden des Stadtgebietes an der Landesstraße 962. Zum Ortsteil gehören die beiden Wohnplätze  Kaltenhausen und Krahnepuhl.

## Geschichte
Bereits in vorgeschichtlicher Zeit war die Gegend von Menschen bewohnt. Anhand archäologischer Funde konnten Besiedlungen des Raums spätestens seit der mittleren Steinzeit nachgewiesen werden. So wurden im Gebiet des Pritzerber Sees zahlreiche Artefakte aus Knochen und Geweih ausgegraben, die in die jungpaläolithische beziehungsweise mesolithische Zeit datiert werden konnten. Man fand beispielsweise Spitzen, knöcherne Angelhaken und ein Schwirrgerät. Anhand von Grabfunden konnte eine erste Besiedlung im Bereich des Ortsteils Briest in der Bronze- bis früheren Eisenzeit (etwa 1000 bis 800 v. Chr.) nachgewiesen werden.
In seinem Werk Germania beschreibt Tacitus die Gegend östlich der Elbe bis an die Oder als Siedlungsgebiet des suebischen Stamms der Semnonen. Bis auf wenige Restgruppen verließen die Semnonen noch vor beziehungsweise spätestens während der Zeit der Völkerwanderung ab dem 3. beziehungsweise 4. Jahrhundert ihr altes Siedlungsgebiet an der Havel in Richtung des Rheins. Ab dem 6. Jahrhundert zogen slawische Stämme aus dem Osten kommend in den nach der Abwanderung der Germanen seit etwa einhundertfünfzig Jahre weitgehend siedlungsleeren Raum. Reste germanischer Bevölkerung gingen in der slawischen Mehrheitsbevölkerung auf. Aus dieser Zeit stammen beispielsweise Silberschmuckfunde in der Gegend um Briest.
Briest liegt ganz im Süden der Stadt Havelsee an der Havel. Der Ort wurde 1294 erstmals als „Brisitz“ urkundlich erwähnt. Auch dieser Name ist slawischen Ursprungs und leitet sich vom Wort breza (Birke) ab. Im Mittelalter hieß der Ort auch Wendisch Briest, was ebenfalls auf die frühere slawische Besiedlung hinweist. Im Jahr 1375 wurde der Ort als ein Fischerdorf mit 14 Hufen Land im Besitz des Lehnsherren von Sandow beschrieben. Ab 1463 gehörte Briest zum Gut beziehungsweise Amt Plaue, das nach Süden der nächstgelegene Ort war, und ging 1772 an die Stadt Brandenburg, in deren Besitz es bis ins 19. Jahrhundert blieb. Im Jahr 1732 wurden im Ort neun Fischer gezählt. 1933 hatte das Dorf 289, sechs Jahre später bereits 426 Einwohner. Nach dem Zweiten Weltkrieg wurden im Rahmen der Bodenreform Landflächen neu verteilt. In Briest wurde 1953 die LPG Friedrich Engels gegründet, die später mit den LPG von Tieckow und von Fohrde vereinigt wurde. 1957 wechselte das Ziegelwerk Krahnepuhl mitsamt dem Wohnplatz von der Gemeinde Fohrde zu Briest.
Mit dem Ersten Weltkrieg nahmen Rüstung und Militär in Briest Einzug. Aufgrund der geographischen Gegebenheiten, die die großflächige Anlage eines Flugplatzes zuließen, wurden 1914 die Brandenburgischen Flugzeugwerke nahe Briest gegründet. 1915 wurden sie in Hansa- und Brandenburgische Flugzeugwerke umbenannt. In diesen Werken wurden bis 1918 unter der Leitung von Ernst Heinkel etwa 1300 Flugzeuge, vor allem für die Marine, gebaut. Daneben nahm dort 1916 eine Fliegerschule die Arbeit auf. Mit dem Ende des Ersten Weltkriegs wurde die Flugzeugproduktion verboten und das Werk wieder abgebaut.
Erst 1929 fand auf dem Gelände ein weiterer und getarnter Ausbau unter Umgehung der Bestimmungen des Friedensvertrags von Versailles statt. Ab 1936 wurde die Ausweitung zu einem Schulfliegerhorst der Luftwaffe begonnen. Die Arado Flugzeugwerke richteten auf dem Platz einen Montagebetrieb ein. Die Fluglehrerschule der Luftwaffe begann im April 1939 den Ausbildungsbetrieb, der bis kurz vor Kriegsende durchgeführt wurde. Daneben war Brandenburg-Briest von mehreren Jagdfliegereinheiten belegt. Unter anderem wurde dort ab Januar 1945 der Eliteverband JV 44 gebildet und der Platz in die Reichsverteidigung zum Schutz Berlins eingebunden. Der Flugplatz diente auch als Montage- und Einsatzstützpunkt des neuentwickelten Strahljägers Me 262. Am 10. April 1945 griff die 8. US-Luftflotte den Flugplatz an. Dabei kam es auch zu Zerstörungen im Dorf. Neunzehn Tage später, am 29. April, besetzte die Rote Armee das Gelände.
Nach dem Zweiten Weltkrieg war der Flugplatz zunächst bis 1948 Internierungslager des NKWD. Ab 1949 diente er, wiederhergerichtet, als Stützpunkt der Gruppe der Sowjetischen Streitkräfte in Deutschland. Stationiert waren bis 1953 Jagdflieger- und bis 1956 Schlachtfliegereinheiten. Ab Oktober 1956 wurde Brandenburg-Briest durch die neugegründeten Luftstreitkräfte der Nationalen Volksarmee genutzt. Auf dem Flugplatz waren die Hubschrauberausbildungsstaffel 35 (später Hubschrauberausbildungsgeschwader 35), das Hubschrauberausbildungsgeschwader 34 (später Transporthubschraubergeschwader 34 „Werner Seelenbinder“) mit Mil Mi-8 und kurzzeitig auch die Hubschrauberstaffel 64 mit Mil Mi-8TB und Mil Mi-24 stationiert. Letztere wurde Ende 1982 auf den Flugplatz Cottbus-Nord verlegt. Nach Auflösung der NVA wurde der Flugplatz zeitweise durch Teile des Lufttransportgeschwaders 65 der Luftwaffe weiter benutzt, jedoch wenig später seiner militärischen Verwendung entzogen und als Sonderlandeplatz umgewidmet. 2009 folgte die Entwidmung und der Flugplatz wurde endgültig stillgelegt.
Politisch gehörte Briest seit 1815 der damals neugegründeten preußischen Provinz Brandenburg an. Ein Jahr später wurde der Landkreis Westhavelland gegründet, dem diese Orte angegliedert waren. Nach dem Zweiten Weltkrieg und der Gründung der DDR 1949 wurde Briest mit allen heute zu Havelsee gehörenden Orts- und Gemeindeteilen 1952 dem Kreis Brandenburg, der 1993 im Landkreis Potsdam-Mittelmark aufging und damit dem neuen Bezirk Potsdam, der bis 1990 bestand, zugeordnet.
| Jahr | Einwohner |
| ---- | --------- |
| 1875 | 423       |
| 1890 | 350       |
| 1910 | 264       |
| 1925 | 271       |
| 1933 | 289       |

| Jahr | Einwohner |
| ---- | --------- |
| 1939 | 428       |
| 1946 | 391       |
| 1950 | 400       |
| 1964 | 313       |
| 1971 | 310       |

| Jahr | Einwohner |
| ---- | --------- |
| 1981 | 242       |
| 1985 | 221       |
| 1989 | 204       |
| 1990 | 194       |
| 1991 | 186       |

| Jahr | Einwohner |
| ---- | --------- |
| 1992 | 191       |
| 1993 | 212       |
| 1994 | 259       |
| 1995 | 306       |
| 1996 | 310       |

| Jahr | Einwohner |
| ---- | --------- |
| 1997 | 304       |
| 1998 | 332       |
| 1999 | 380       |
| 2000 | 363       |
| 2001 | 350       |

## Sehenswürdigkeiten
Aus den Jahren 1888/89 stammt der neoromanische Kirchenbau in Briest aus blanken Ziegeln. Die Dorfkirche ist das einzige Baudenkmal Briests und wird nicht mehr für Gottesdienste genutzt. 2006 nützt die Filmproduzentin Juliane Beer die Kirche als CoWorkingSpace Havelprater und vermietet das Gebäude auch über AirBnB.